# Ljudstvo Limbu

Limbujci tudi imenovani  Jaktung,  so avtohtono ljudstvo iz družine ljudstev Kiratov, ki šteje okoli 387.000 ljudi.  Naseljujejo himalajsko regijo Limbuvan, predstavlja  vzhodni del Nepala, sever Sikima, ene od zveznih držav Indije in zahodni del Butana. 
Originalno ime ljudstva Limbu je Jaktung, Jaktungba ali Jaktungma. V limbu jeziku to pomeni "junaki hribov" (Jak - hribi, tung ali tum – junaki ali mogočni vojščaki), kar je bilo vezano na staro ljudstvo Kiratov. Subba je bil tudi naslov, ki so ga  dajali kralji Šahi le starešinam limbujskih vasi. Subba ni bila izvorna Jaktung terminologija, ki pa sta sčasoma postala skoraj v celoti zamenljiva termina.
Limbujska zgodovina naj bi bila zapisana v knjigi imenovani “Bhongsoli”, ki je znana tudi pod imenom Vanisavali, katere kopije so hranile najstarejše družine. Obstaja na stotine Limbujskih klanov in plemen. Vsak Limbujski klan je razvrščen po svoji plemenski ali etnični entiteti ali po kraju izvora.
Limbuji so bili eni od najzgodnejših prebivalcev Sikima. Po nepalskem popisu leta 2011 je v Nepalu živelo 387,300 Limbujcev. Limbujci so v glavnem živeli v okrajih  Sankuvasaba, Teratum, Dankuta, Tapledžung, Morang, Sunsari, Džapa, Pančtar, Ilam v  Nepalu. Ti okraji so vsi v okvirih t.i. Kosi Zone ali "Limbuvana". Del Limbujcev  je naseljen tudi na lokaciji vzhodnega in zahodnega  Sikima. Manjše število je razpršeno tudi po mestu Dardžiling in  Kalimpongu v indijski zvezni državi Zahodna Bengalija, Asamu, in  Nagalandu ter na severu in jugu Sikima, Butanu, Burmi. 

## Jezik
Limbujščina je eden od redkih Sino-Tibetanskih jezikov osrednje Himalaje, ki ima svojo lastno pisavo še iz časa pred 20. stoletjem.